# Zoologischer Garten Nyíregyháza
Koordinaten: 47° 59′ 58″ N, 21° 43′ 30″ O
Der Zoologische Garten Nyíregyháza (ungarisch Nyíregyházi Állatpark) ist ein Zoo, der sich in der ungarischen Stadt Nyíregyháza befindet, ungefähr sechs Kilometer nordöstlich des Stadtzentrums. Er wird auch als Nyíregyháza Zoo oder Sóstó Zoo bezeichnet, nach der Straße Sóstói út, an der er liegt. Der Zoo ist Mitglied bei der World Association of Zoos and Aquariums (WAZA), der European Association of Zoos and Aquaria (EAZA) sowie bei Magyar Állatkertek Szövetsége (MÁSZ), dem ungarischen Zooverband.

## Geschichte
Im Jahr 1974 wurde der Nyíregyházi Vadaspark (Wildpark von Nyíregyháza) eröffnet. Er ist im Besitz der lokalen Regierung. Bei der Eröffnung für Besucher bestand sein Hauptzweck darin, einheimische Arten zu zeigen. Bald nahm die Anzahl der Besucher aufgrund des Mangels an exotischen Tieren jedoch ab. 1996 wurde deshalb damit begonnen, das Spektrum um exotische Tieren zu erweitern, schwerpunktmäßig wurden Elefanten-, Nashorn- und Primatenarten angeschafft. Im Jahr 2000 wurde Ungarns erstes Salzwasseraquarium auf dem Gelände eröffnet. In den folgenden Jahren wuchs der Tierbestand weiter an und die Anlagen wurden nach und nach den tiergärtnerischen Erfordernissen angepasst.

## Anlagenkonzept und Tierbestand
Das Gelände ist in mehrere Abschnitte unterteilt, wobei die Tiergehege bevorzugt nach Kontinenten angeordnet sind. Das Ozeanarium genannte Schauaquarium stellt einen besonderen Anziehungspunkt für die Besucher dar. Ein gläserner Unterwassertunnel führt durch ein Becken, das 500.000 Liter Wasser fasst.

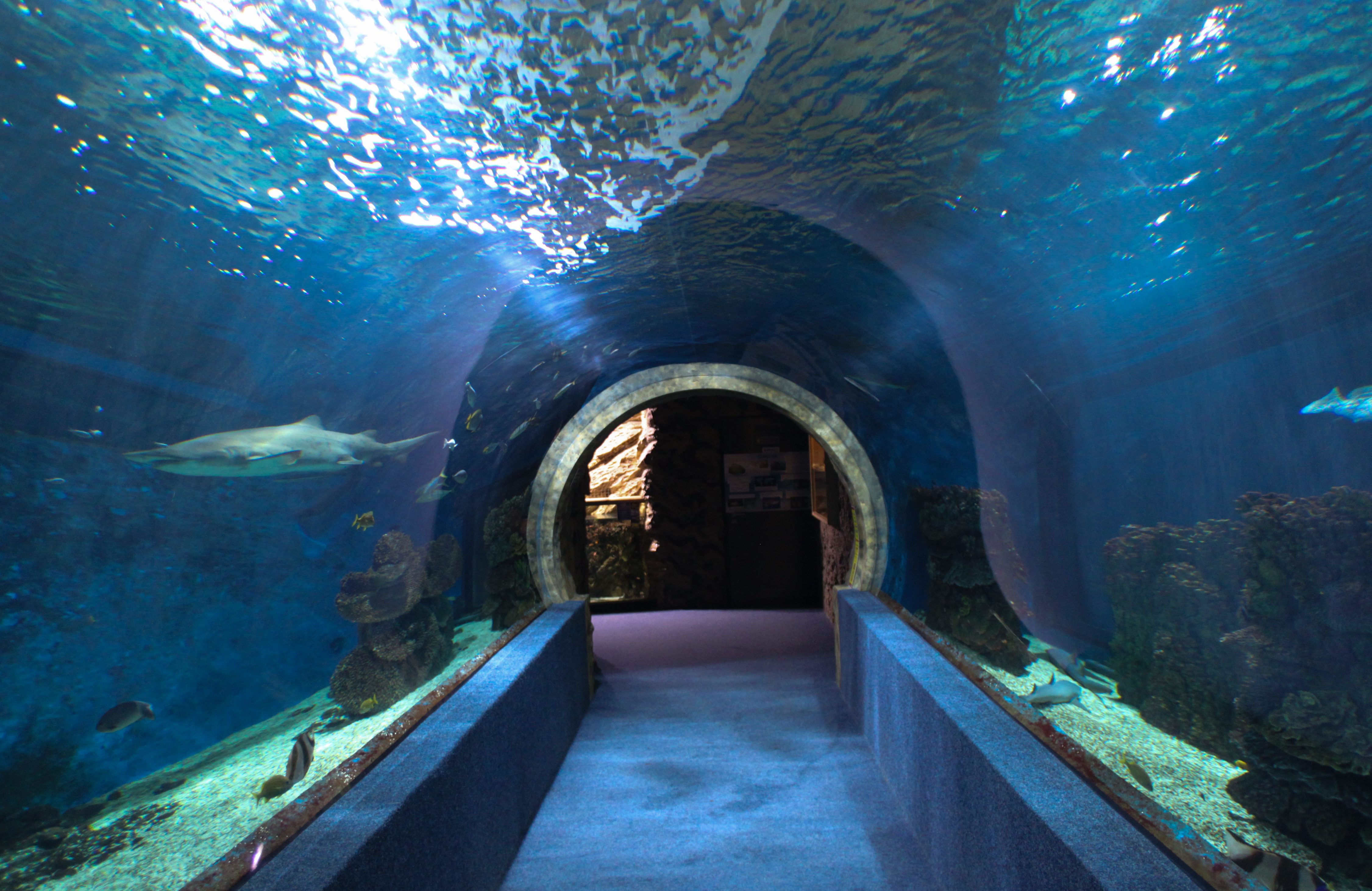
Unterwassertunnel
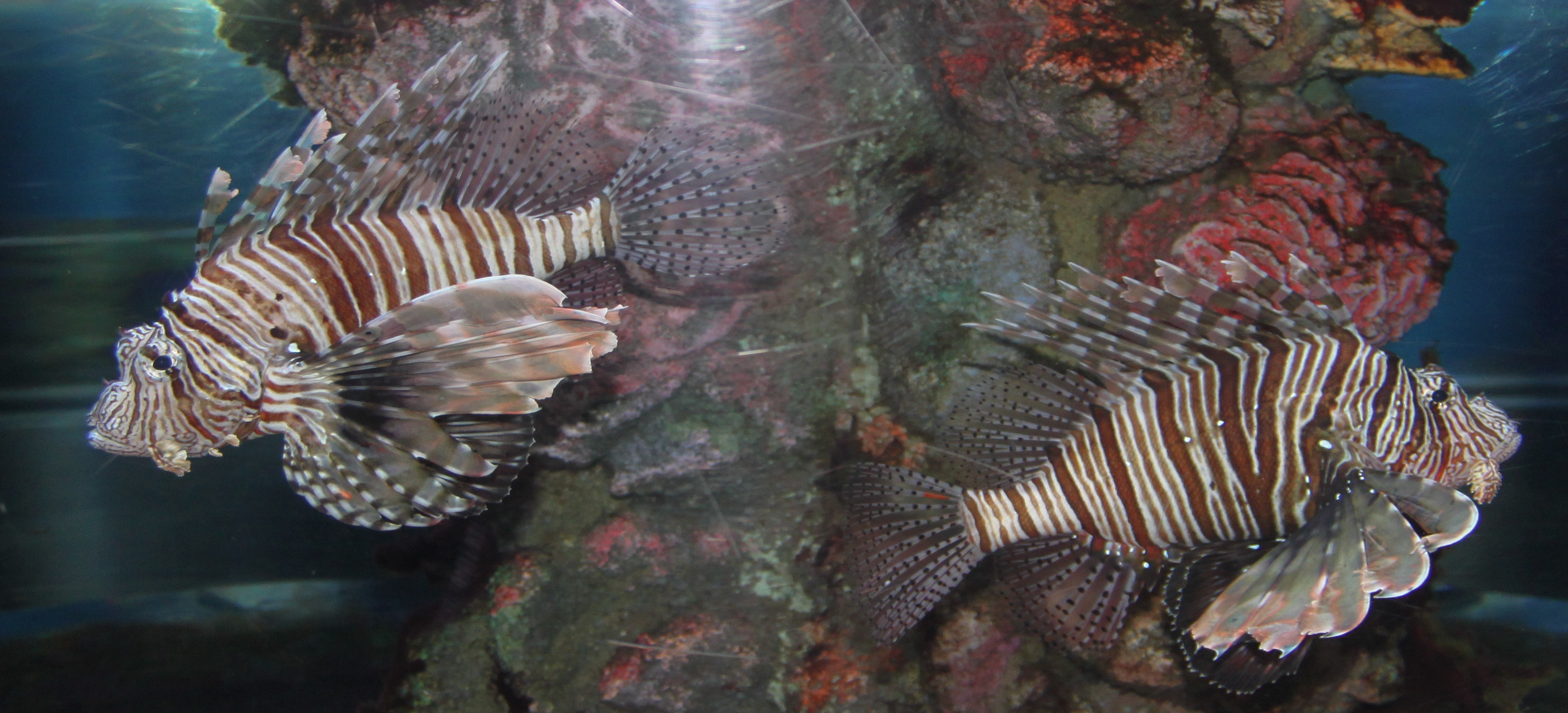
Feuerfische
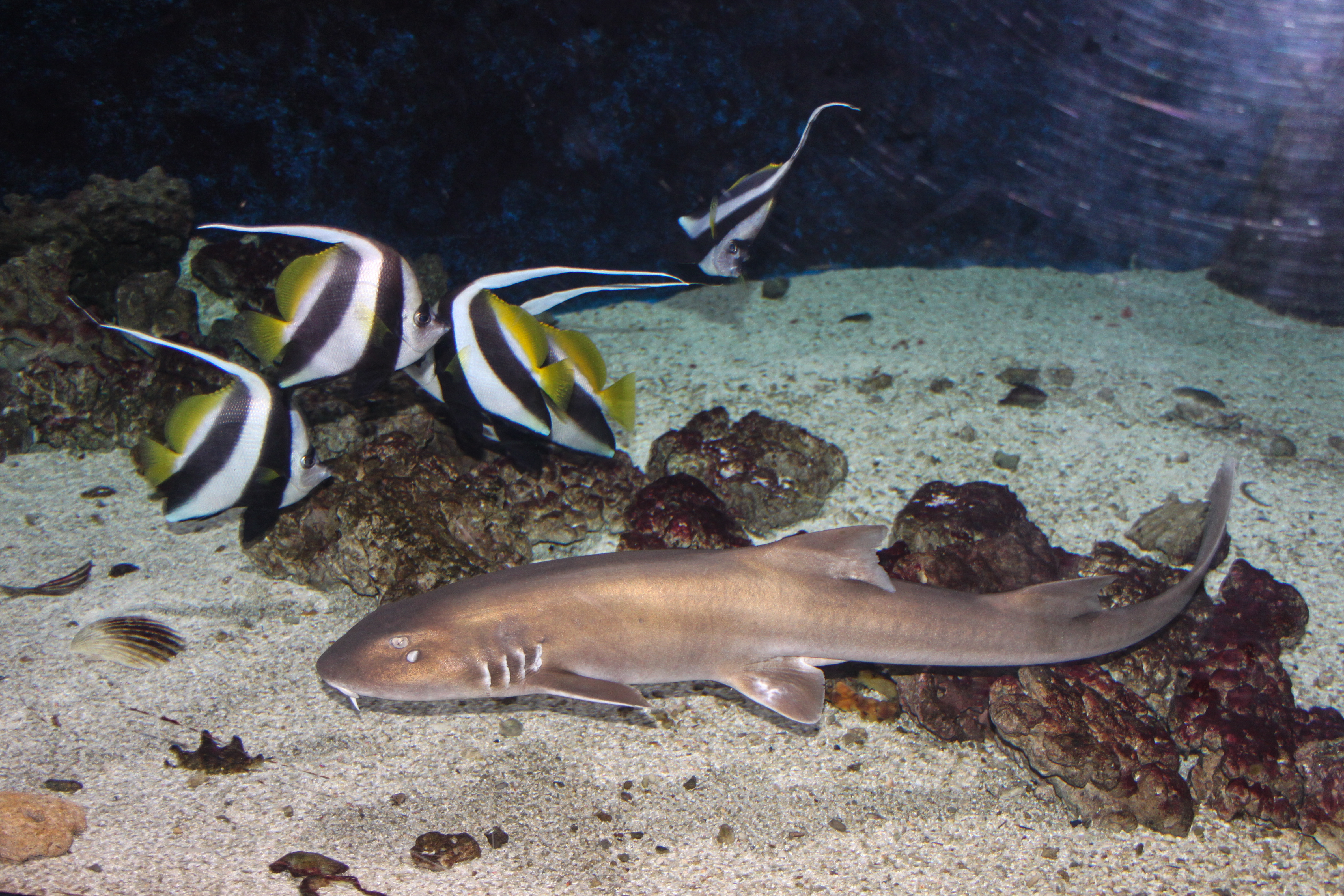
Schaubecken mit Braungebändertem Bambushai

Wo es möglich ist, werden die Anlagen anstatt durch Gitter nur durch Trocken- oder Wassergräben getrennt. Der Asiatische Dschungel beinhaltet auch einen beträchtlichen Wasserfall. Einige Anlagenteile sind über erhöhte Hänge- oder Bambusbrücken begehbar. Eine nachgebildete kleine ungarische Farm erinnert an die Ursprünge des Zoos. Das gesamte Gelände ist parkartig angelegt und enthält teilweise dichte Eichenwälder. Neben den Anlagen für die Tiere gibt es auch ein Tierkrankenhaus, ein Informations- und Bildungszentrum sowie ein Restaurant. Insgesamt werden auf dem rund 30 Hektar großen Gelände des Zoos rund 5000 Tiere in 500 Arten gehalten.

## Sonderprogramme
Zu bestimmten Tageszeiten werden zur Unterhaltung der Besucher Robbenshows und Papageienshows durchgeführt. Für interessierte Besucher werden Unterkünfte in der Nähe des Tierparks angeboten. Ein Hotel steht in direkter Verbindung mit dem Tierpark, wobei die Übernachtungskosten eine freie Besichtigung des Zoos beinhalten.

## Galerie
Die nachfolgende Bildauswahl zeigt einige Tiere aus dem Bestand des Nyíregyháza Zoos:

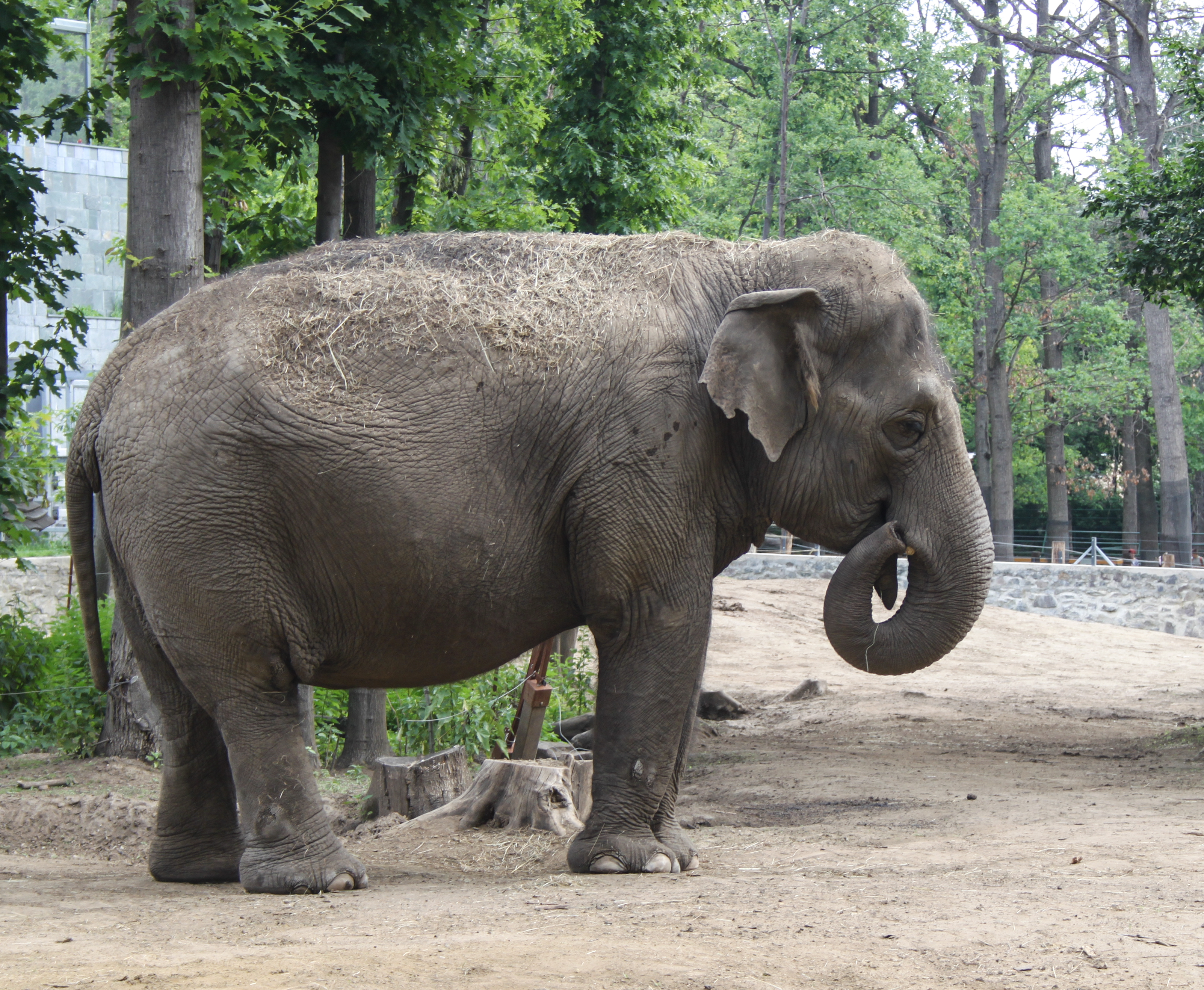
Indischer Elefant
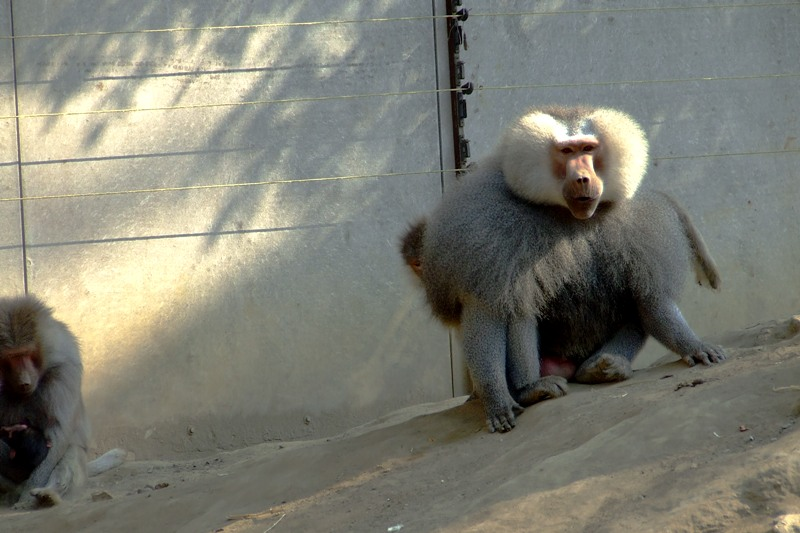
Mantelpavian
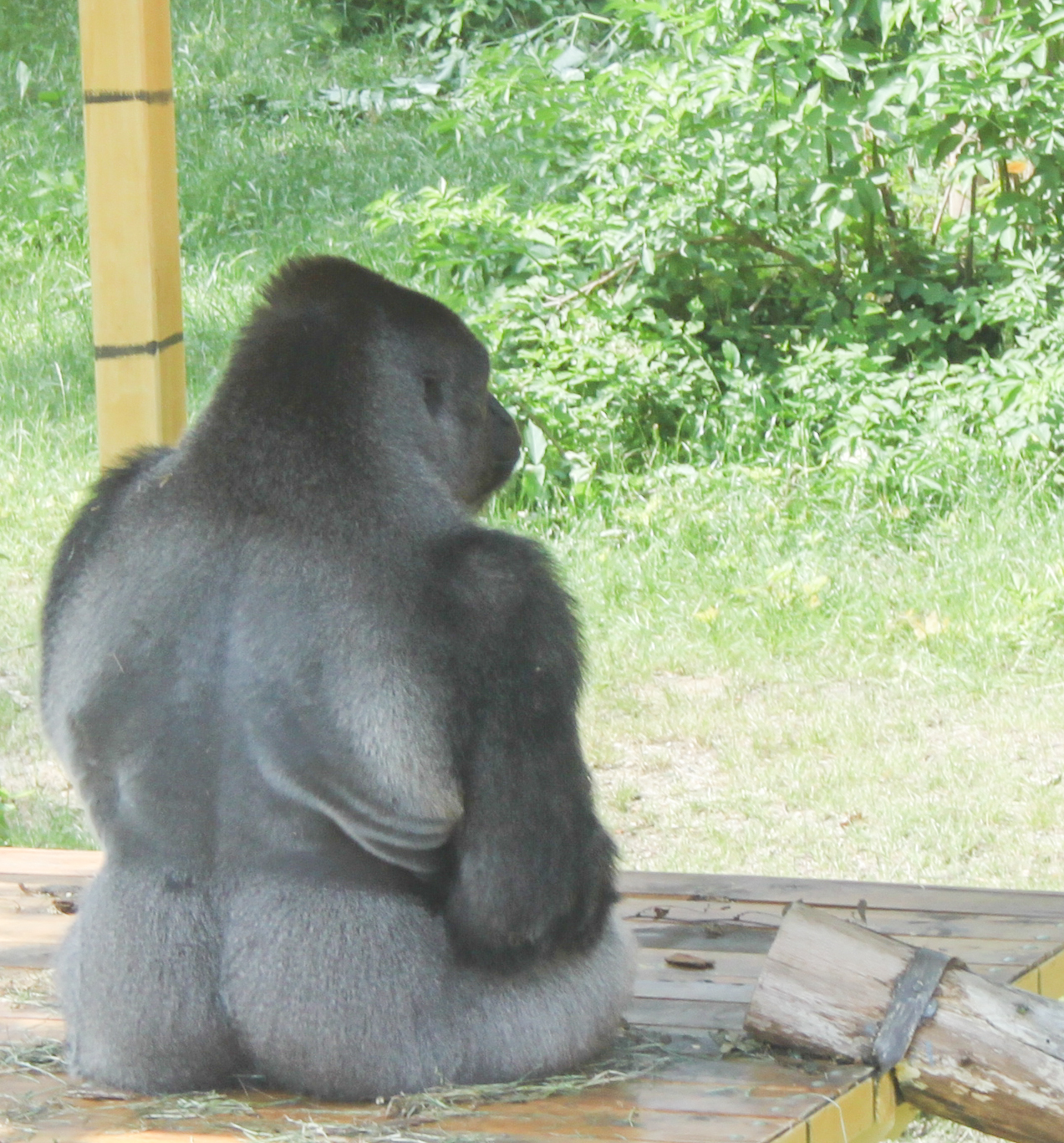
Westlicher Flachlandgorilla
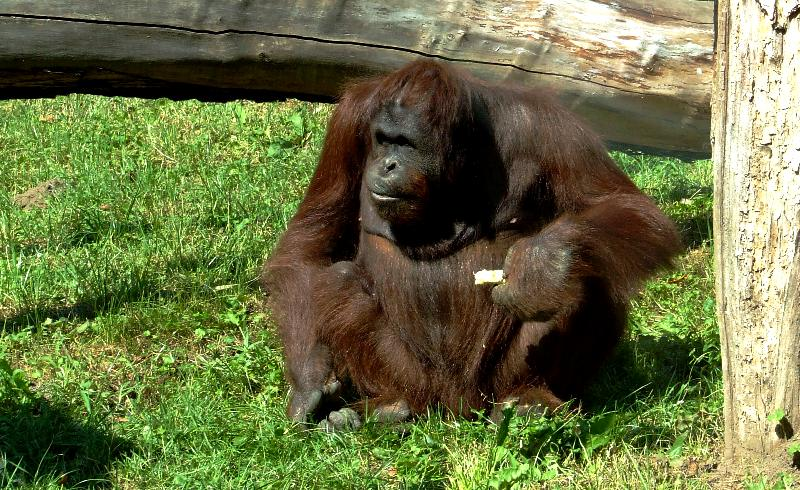
Borneo-Orang-Utan
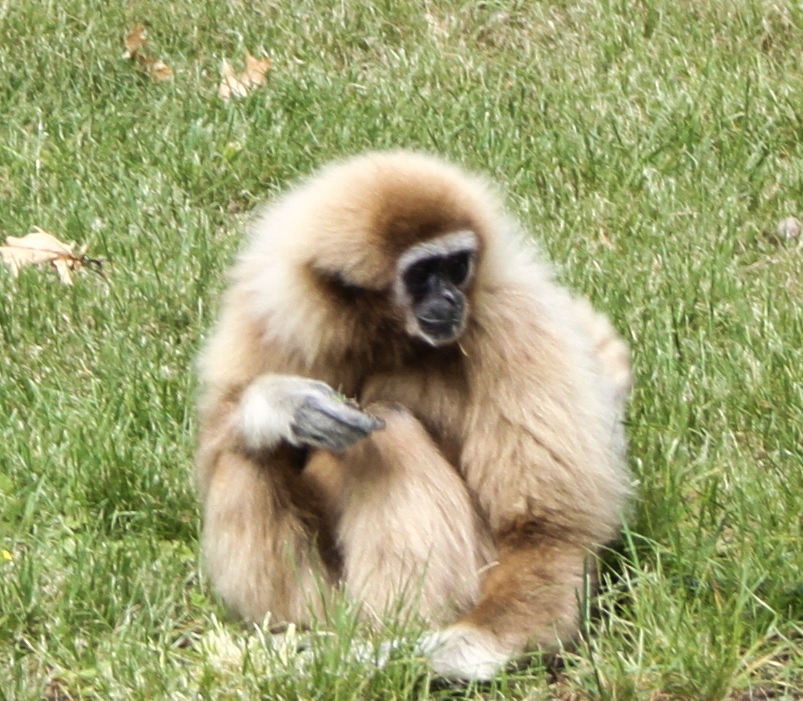
Weißhandgibbon
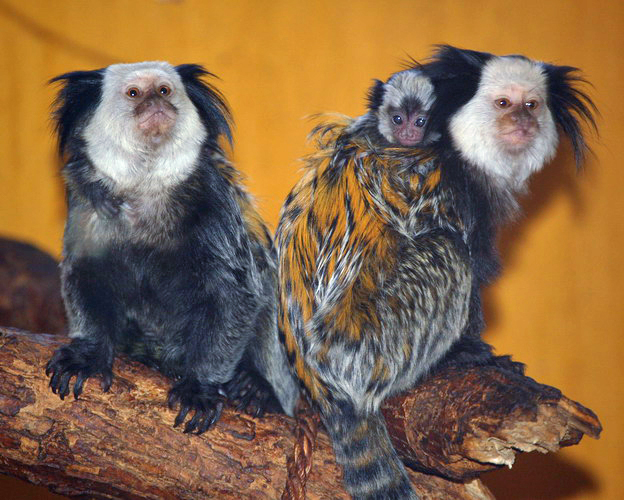
Weißkopf-Büschelaffenfamilie
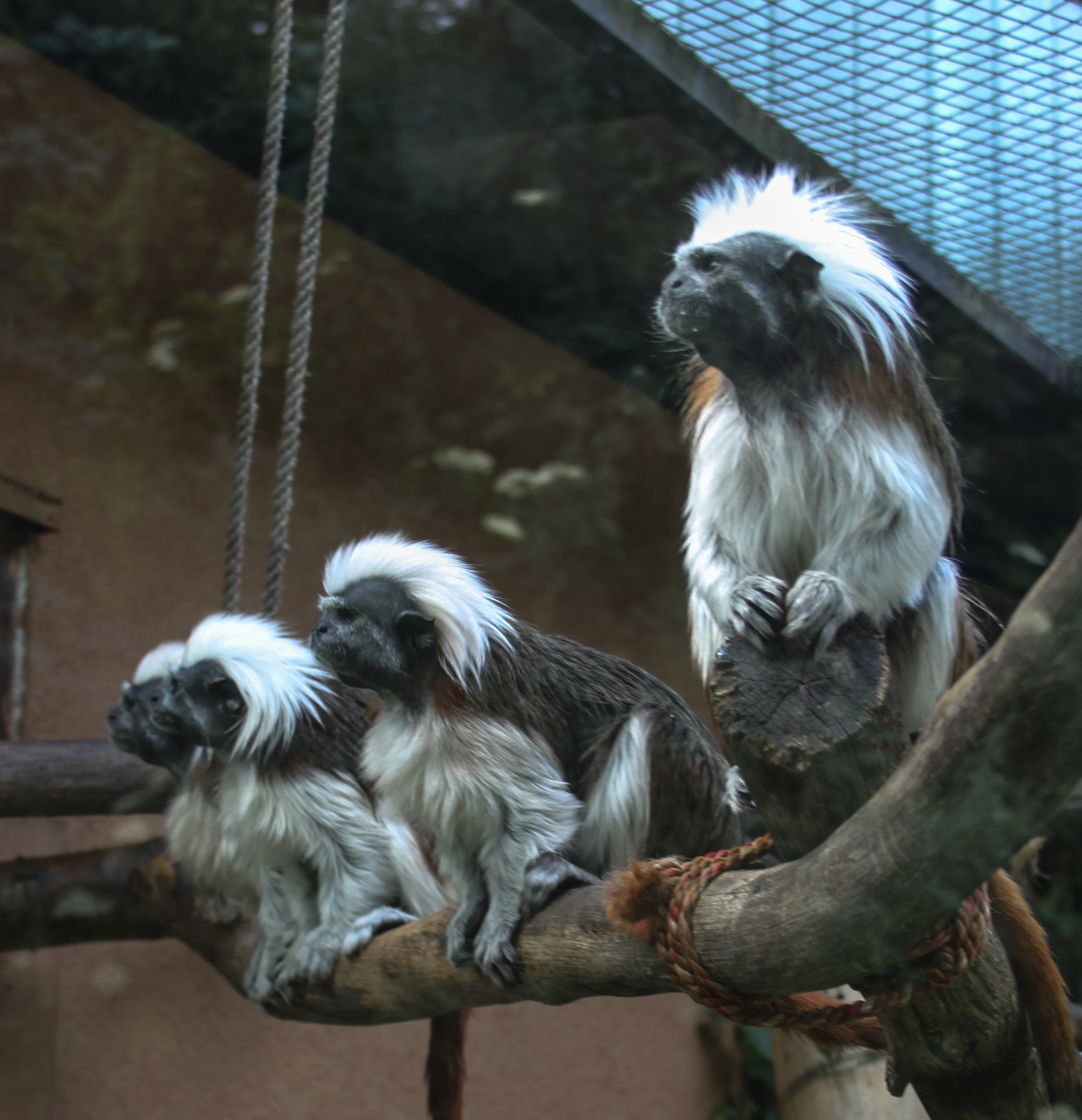
Lisztaffen